# (13634) 1995 WY41
1995 دابليو واي 41 (ويعرف أيضًا باسم (13634) 1995 دابليو واي 41 وفق تسمية الكوكب الصغير) (بالإنجليزية: 1995 WY41)‏ هو كويكب ضمن حزام الكويكبات؛ وترتيبه 13634 من حيث الاكتشاف.
اكتُشف هذا الجُرم الفلكي بواسطة هيروشي كانيدا في 16 نوفمبر 1995.

## وصلات خارجية
- (13634) 1995 WY41 في قاعدة بيانات مختبر الدفع النفاث لأجرام النظام الشمسي الصغيرة

- الاكتشاف · مخطط المدار ·  العناصر المدارية · المعلمات المادية

- (13634) 1995 WY41 على موقع ويكي سكاي: DSS2, SDSS, GALEX, IRAS, Hydrogen α, X-Ray, Astrophoto, Sky Map, Articles and images